# Ворипаєво
Ворипа́єво (рос. Ворыпаево) — присілок у складі Подольського міського округу Московської області, Росія.
Стара назва — Вирипаєво.

## Населення
Населення — 64 особи (2010; 11 у 2002).
Національний склад (станом на 2002 рік):
- росіяни — 100 %